# Ceratogramma etiennei
Ceratogramma etiennei är en stekelart som beskrevs av Gérard Delvare 1988. Ceratogramma etiennei ingår i släktet Ceratogramma och familjen hårstrimsteklar. Inga underarter finns listade i Catalogue of Life.